# Henrik Franzén
Henrik Franzén, född 21 april 1961, är en svensk sångare, poet och textförfattare.
Han medverkade i punkbandet Grisen Skriker under artistnamnet "Henrik Hemsk" och har därefter varit sångare i banden 22 för många, Pärlfiskarna, Dick Fontaine Group, Farsta samt Fria Progg.
Henrik Franzén har gett ut ett antal diktsamlingar och texthäften och har även översatt texter av Charles Bukowski.